# 1. Volleyball Bundesliga Masculina de 2021–22
A 1. Volleyball Bundesliga Masculina de 2021–22 foi 29.ª edição da primeira divisão do campeonato alemão de voleibol, competição esta organizada pela Volleyball-Bundesliga sob a égide da Federação Alemã de Voleibol (Deutsche Volleyball-Verband DVV). O campeonato iniciou-se no dia 6 de outubro de 2021 e estendeu-se até 30 de abril de 2022.
Pela sexta vez consecutiva, o Berlin Recycling Volleys sagrou-se campeão da competição. O time da capital alemã conquistou o décimo segundo título da Bundesliga ao vencer três das cinco partidas disputadas nas finais, contra o VfB Friedrichshafen.

## Regulamento

### Fase classificatória
A fase classificatória foi disputada por nove equipes em dois turnos. Em cada turno, todos os times jogaram entre si uma única vez. Os jogos do segundo turno foram realizados na mesma ordem do primeiro, apenas com o mando de quadra invertido.

### Rodada intermediária
Devido ao número reduzido de equipes nessa edição, houve uma rodada intermediária adicional antes dos playoffs de 22 de janeiro a 27 de fevereiro de 2022, nos quais dois grupos foram formados. As quatro melhores equipes da fase classificatória jogaram no grupo A, no grupo B jogaram as colocadas do quinto ao oitavo lugar. Ambos os grupos foram disputados em dois turnos. Os pontos da fase classificatória foram cancelados antes da rodada intermediária, mas as equipes receberam pontos com base na sua posição na fase classificatória. Critérios de pontuação:
- 1º e 5º colocados: 9 pontos
- 2º e 6º colocados: 6 pontos
- 3º e 7º colocados: 3 pontos
- 4º e 8º colocados: nenhum ponto

### Playoffs
Os jogos da fase de playoffs ocorreram de 12 de março a 30 de abril de 2022. Foi composta por: quartas de finais (melhor de três jogos), semifinais (melhor de cinco jogos) e final (melhor de cinco jogos).

## Fase classificatória

### Classificação
- Vitória por 3 sets a 0 ou 3 a 1: 3 pontos para o vencedor;
- Vitória por 3 sets a 2: 2 pontos para o vencedor e 1 ponto para o perdedor.
- Não comparecimento, a equipe perde 3 pontos.
- Em caso de igualdade por pontos, os seguintes critérios servem como desempate: número de vitórias, média de sets e média de pontos.

|  | Equipes classificadas para a rodada intermediária |

|     |                          |     | Jogos | Jogos | Jogos | Resultados | Resultados | Resultados | Resultados | Resultados | Resultados | Sets | Sets | Sets   | Pontos | Pontos | Pontos |
| Pos | Equipe                   | Pts | T     | V     | D     | 3–0        | 3–1        | 3–2        | 2–3        | 1–3        | 0–3        | V    | P    | R      | V      | P      | R      |
| --- | ------------------------ | --- | ----- | ----- | ----- | ---------- | ---------- | ---------- | ---------- | ---------- | ---------- | ---- | ---- | ------ | ------ | ------ | ------ |
| 1   | Berlin Recycling Volleys | 42  | 14    | 14    | 0     | 10         | 4          | 0          | 0          | 0          | 0          | 42   | 4    | 10.500 | 1147   | 928    | 1.236  |
| 2   | SWD Powervolleys Düren   | 32  | 15    | 12    | 3     | 4          | 4          | 4          | 0          | 1          | 2          | 37   | 21   | 1.762  | 1385   | 1284   | 1.079  |
| 3   | United Volleys Frankfurt | 28  | 12    | 9     | 3     | 4          | 4          | 1          | 2          | 0          | 1          | 31   | 15   | 2.067  | 1084   | 969    | 1.119  |
| 4   | VfB Friedrichshafen      | 22  | 12    | 7     | 5     | 5          | 2          | 0          | 1          | 2          | 2          | 25   | 17   | 1.471  | 972    | 894    | 1.087  |
| 5   | SVG Lüneburg             | 19  | 15    | 7     | 8     | 1          | 3          | 3          | 1          | 2          | 5          | 25   | 33   | 0.758  | 1281   | 1334   | 0.960  |
| 6   | Netzhoppers              | 15  | 14    | 5     | 9     | 1          | 2          | 2          | 2          | 5          | 2          | 24   | 33   | 0.727  | 1227   | 1294   | 0.948  |
| 7   | TSV Herrsching           | 15  | 15    | 5     | 10    | 2          | 2          | 1          | 1          | 3          | 6          | 20   | 34   | 0.588  | 1193   | 1261   | 0.946  |
| 8   | TSV Giesen               | 13  | 15    | 3     | 12    | 3          | 0          | 0          | 4          | 5          | 3          | 22   | 36   | 0.611  | 1254   | 1336   | 0.939  |
| 9   | TSV Unterhaching         | 3   | 14    | 1     | 13    | 0          | 0          | 1          | 1          | 3          | 9          | 8    | 41   | 0.195  | 948    | 1191   | 0.796  |

### Resultados da fase classificatória
| Casa/Fora                | BRV | DÜR | UVF | VFB | GIE | UNT | HER | NKW | LÜN |
| ------------------------ | --- | --- | --- | --- | --- | --- | --- | --- | --- |
| Berlin Recycling Volleys | —   | –   | 3–0 | 3–0 | 3–0 | 3–0 | 3–0 | 3–1 | 3–0 |
| SWD Powervolleys Düren   | 0–3 | —   | 3–2 | 3–1 | 3–0 | 3–2 | 3–2 | 3–2 | 3–0 |
| United Volleys Frankfurt | –   | 3–1 | —   | 3–1 | 3–1 | 3–0 | 3–0 | 3-0 | 2–3 |
| VfB Friedrichshafen      | 0–3 | 3–0 | –   | —   | 3–0 | 3–0 | 3–1 | –   | 3–1 |
| TSV Giesen               | 1–3 | 1–3 | 1–3 | –   | —   | 3–0 | 2–3 | 3–0 | 1–3 |
| TSV Unterhaching         | 1–3 | 0–3 | –   | 0–3 | 3–2 | —   | 1–3 | 1–3 | 0–3 |
| TSV Herrsching           | 0–3 | 0–3 | –   | 0–3 | 0–3 | 3–0 | —   | 3–1 | 3–0 |
| Netzhoppers KW           | 1–3 | 1–3 | 2–3 | –   | 3–2 | 3–0 | 3–1 | —   | 3–2 |
| SVG Lüneburg             | 0–3 | 1–3 | 0–3 | 3–2 | 3–2 | –   | 3–1 | 3–1 | —   |

Fonte: Volleyball-Bundesliga

## Rodada intermediária
| Grupo A                  | BRV | DÜR | UVF | VFB |
| ------------------------ | --- | --- | --- | --- |
| Berlin Recycling Volleys | —   | 1–3 | 3–0 | 3–1 |
| SWD Powervolleys Düren   | 1–3 | —   | 3–1 | 3–0 |
| United Volleys Frankfurt | 1–3 | –   | —   | 2–3 |
| VfB Friedrichshafen      | 1–3 | 0–3 | 3–1 | —   |

| Pos. | Equipe                   | Jogos | Pts | Sets | Pontos  |
| ---- | ------------------------ | ----- | --- | ---- | ------- |
| 1.   | Berlin Recycling Volleys | 6     | 24  | 16:7 | 542:510 |
| 2.   | SWD Powervolleys Düren   | 5     | 18  | 13:5 | 434:393 |
| 3.   | VfB Friedrichshafen      | 6     | 5   | 8:15 | 499:536 |
| 4.   | United Volleys Frankfurt | 5     | 4   | 5:15 | 432:468 |

| Grupo B        | LÜN | HER | NKW | GIE   |
| -------------- | --- | --- | --- | ----- |
| SVG Lüneburg   | —   | 3–2 | 3–1 | Canc. |
| TSV Herrsching | 0–3 | —   | 2–3 | 3-0   |
| Netzhoppers KW | 3–0 | 3–0 | —   | 3–1   |
| TSV Giesen     | 1–3 | 3–2 | 1–3 | —     |

| Pos. | Equipe         | Jogos | Pts | Sets  | Pontos  |
| ---- | -------------- | ----- | --- | ----- | ------- |
| 1.   | SVG Lüneburg   | 6     | 20  | 12:10 | 434:481 |
| 2.   | TSV Herrsching | 6     | 17  | 16:7  | 533:481 |
| 3.   | Netzhoppers    | 6     | 12  | 9:15  | 516:548 |
| 4.   | TSV Giesen     | 6     | 2   | 6:17  | 428:551 |

## Playoffs
|  | Quartas de final | Quartas de final         | Quartas de final         | Quartas de final    | Quartas de final |    |                          | Semifinais               | Semifinais               | Semifinais               | Semifinais               | Semifinais               | Semifinais               | Semifinais               |  |  | Final          | Final                    | Final          | Final          | Final          | Final          | Final          |
|  | 12–26 de março   | 12–26 de março           | 12–26 de março           | 12–26 de março      | 12–26 de março   |    |                          | 30 de março – 9 de abril | 30 de março – 9 de abril | 30 de março – 9 de abril | 30 de março – 9 de abril | 30 de março – 9 de abril | 30 de março – 9 de abril | 30 de março – 9 de abril |  |  | 16–30 de abril | 16–30 de abril           | 16–30 de abril | 16–30 de abril | 16–30 de abril | 16–30 de abril | 16–30 de abril |
|  |                  |                          |                          |                     |                  |    |                          |                          |                          |                          |                          |                          |                          |                          |  |  |                |                          |                |                |                |                |                |
|  | A1               | Berlin Recycling Volleys | 3                        | 3                   |                  |    |                          |                          |                          |                          |                          |                          |                          |                          |  |  |                |                          |                |                |                |                |                |
|  | B4               | TSV Giesen               | 0                        | 1                   |                  |    |                          |                          |                          |                          |                          |                          |                          |                          |  |  |                |                          |                |                |                |                |                |
|  | B4               | TSV Giesen               | 0                        | 1                   |                  | A1 | Berlin Recycling Volleys | 3                        | 2                        | 3                        | 3                        |                          |                          |                          |  |  |                |                          |                |                |                |                |                |
|  |                  |                          |                          |                     |                  | A1 | Berlin Recycling Volleys | 3                        | 2                        | 3                        | 3                        |                          |                          |                          |  |  |                |                          |                |                |                |                |                |
|  |                  | A4                       | United Volleys Frankfurt | 1                   | 3                | 0  | 1                        |                          |                          |                          |                          |                          |                          |                          |  |  |                |                          |                |                |                |                |                |
|  | A4               | A4                       | United Volleys Frankfurt | 1                   | 3                | 0  | 1                        | United Volleys Frankfurt | 3                        | 3                        |                          |                          |                          |                          |  |  |                |                          |                |                |                |                |                |
|  | A4               |                          |                          |                     |                  |    |                          | United Volleys Frankfurt | 3                        | 3                        |                          |                          |                          |                          |  |  |                |                          |                |                |                |                |                |
|  | B1               | SVG Lüneburg             | 0                        | 1                   |                  |    |                          |                          |                          |                          |                          |                          |                          |                          |  |  |                |                          |                |                |                |                |                |
|  |                  |                          |                          |                     |                  |    |                          |                          |                          |                          |                          |                          |                          |                          |  |  | A1             | Berlin Recycling Volleys | 2              | 1              | 3              | 3              | 3              |
|  |                  |                          | A3                       | VfB Friedrichshafen | 3                | 3  | 0                        | 1                        | 1                        |                          |                          |                          |                          |                          |  |  |                |                          |                |                |                |                |                |
|  | A3               | VfB Friedrichshafen      | 2                        | 3                   | 3                |    |                          |                          |                          |                          |                          |                          |                          |                          |  |  |                |                          |                |                |                |                |                |
|  | B2               | TSV Herrsching           | 3                        | 0                   | 2                |    |                          |                          |                          |                          |                          |                          |                          |                          |  |  |                |                          |                |                |                |                |                |
|  | B2               | TSV Herrsching           | 3                        | 0                   | 2                |    | A3                       | VfB Friedrichshafen      | 3                        | 3                        | 3                        |                          |                          |                          |  |  |                |                          |                |                |                |                |                |
|  |                  |                          |                          |                     |                  |    | A3                       | VfB Friedrichshafen      | 3                        | 3                        | 3                        |                          |                          |                          |  |  |                |                          |                |                |                |                |                |
|  |                  | A2                       | SWD Powervolleys Düren   | 2                   | 0                | 2  |                          |                          |                          |                          |                          |                          |                          |                          |  |  |                |                          |                |                |                |                |                |
|  | A2               | A2                       | SWD Powervolleys Düren   | 2                   | 0                | 2  | SWD Powervolleys Düren   | 3                        | 3                        |                          |                          |                          |                          |                          |  |  |                |                          |                |                |                |                |                |
|  | A2               |                          |                          |                     |                  |    | SWD Powervolleys Düren   | 3                        | 3                        |                          |                          |                          |                          |                          |  |  |                |                          |                |                |                |                |                |
|  | B3               | Netzhoppers              | 0                        | 1                   |                  |    |                          |                          |                          |                          |                          |                          |                          |                          |  |  |                |                          |                |                |                |                |                |

### Quartas de final
1º Jogo
| Data   | Hora  |                          | Placar |                | Set 1 | Set 2 | Set 3 | Set 4 | Set 5 | Total   | Relatório |
| ------ | ----- | ------------------------ | ------ | -------------- | ----- | ----- | ----- | ----- | ----- | ------- | --------- |
| 13 mar | 17:30 | Berlin Recycling Volleys | 3–0    | TSV Giesen     | 25–17 | 25–13 | 25–19 |       |       | 75–49   | Relatório |
| 13 mar | 15:00 | United Volleys Frankfurt | 3–0    | SVG Lüneburg   | 26–24 | 27–25 | 25–19 |       |       | 78–68   | Relatório |
| 12 mar | 20:00 | VfB Friedrichshafen      | 2–3    | TSV Herrsching | 25–17 | 29–31 | 26–24 | 19–25 | 10–15 | 109–112 | Relatório |
| 20 mar | 15:00 | SWD Powervolleys Düren   | 3–0    | Netzhoppers    | 28–26 | 25–19 | 25–21 |       |       | 78–66   | Relatório |

2º Jogo
| Data   | Hora  |                | Placar |                          | Set 1 | Set 2 | Set 3 | Set 4 | Set 5 | Total | Relatório |
| ------ | ----- | -------------- | ------ | ------------------------ | ----- | ----- | ----- | ----- | ----- | ----- | --------- |
| 19 mar | 17:30 | TSV Giesen     | 1–3    | Berlin Recycling Volleys | 25–22 | 14–25 | 21–25 | 11–25 |       | 71–97 | Relatório |
| 24 mar | 19:30 | SVG Lüneburg   | 1–3    | United Volleys Frankfurt | 23–25 | 25–22 | 24–26 | 23–25 |       | 95–98 | Relatório |
| 18 mar | 19:30 | TSV Herrsching | 3–0    | VfB Friedrichshafen      | 16–25 | 20–25 | 25–27 |       |       | 61–77 | Relatório |
| 24 mar | 19:00 | Netzhoppers    | 1–3    | SWD Powervolleys Düren   | 15–25 | 25–18 | 15–25 | 14–25 |       | 69–93 | Relatório |

3º Jogo
| Data   | Hora  |                     | Placar |                | Set 1 | Set 2 | Set 3 | Set 4 | Set 5 | Total  | Relatório |
| ------ | ----- | ------------------- | ------ | -------------- | ----- | ----- | ----- | ----- | ----- | ------ | --------- |
| 26 mar | 20:00 | VfB Friedrichshafen | 3–2    | TSV Herrsching | 25–20 | 23–25 | 25–13 | 21–25 | 15–10 | 109–93 | Relatório |

### Semifinais
1º Jogo
| Data   | Hora  |                          | Placar |                          | Set 1 | Set 2 | Set 3 | Set 4 | Set 5 | Total   | Relatório |
| ------ | ----- | ------------------------ | ------ | ------------------------ | ----- | ----- | ----- | ----- | ----- | ------- | --------- |
| 30 mar | 19:30 | Berlin Recycling Volleys | 3–1    | United Volleys Frankfurt | 25–20 | 25–17 | 22–25 | 25–23 |       | 97–85   | Relatório |
| 30 mar | 19:00 | SWD Powervolleys Düren   | 2–3    | VfB Friedrichshafen      | 19–25 | 25–22 | 25–20 | 22–25 | 10–15 | 101–107 | Relatório |

2º Jogo
| Data  | Hora  |                          | Placar |                          | Set 1 | Set 2 | Set 3 | Set 4 | Set 5 | Total   | Relatório |
| ----- | ----- | ------------------------ | ------ | ------------------------ | ----- | ----- | ----- | ----- | ----- | ------- | --------- |
| 2 abr | 19:00 | United Volleys Frankfurt | 3–2    | Berlin Recycling Volleys | 25–22 | 25–22 | 26–28 | 14–25 | 15–9  | 105–106 | Relatório |
| 3 abr | 17:30 | VfB Friedrichshafen      | 3–0    | SWD Powervolleys Düren   | 25–23 | 31–29 | 26–24 |       |       | 82–76   | Relatório |

3º Jogo
| Data  | Hora  |                          | Placar |                          | Set 1 | Set 2 | Set 3 | Set 4 | Set 5 | Total   | Relatório |
| ----- | ----- | ------------------------ | ------ | ------------------------ | ----- | ----- | ----- | ----- | ----- | ------- | --------- |
| 6 abr | 19:30 | Berlin Recycling Volleys | 3–0    | United Volleys Frankfurt | 25–18 | 25–17 | 25–22 |       |       | 75–57   | Relatório |
| 6 abr | 19:00 | SWD Powervolleys Düren   | 2–3    | VfB Friedrichshafen      | 25–20 | 20–25 | 22–25 | 30–28 | 17–19 | 114–117 | Relatório |

4º Jogo
| Data  | Hora  |                          | Placar |                          | Set 1 | Set 2 | Set 3 | Set 4 | Set 5 | Total  | Relatório |
| ----- | ----- | ------------------------ | ------ | ------------------------ | ----- | ----- | ----- | ----- | ----- | ------ | --------- |
| 9 abr | 19:00 | United Volleys Frankfurt | 1–3    | Berlin Recycling Volleys | 27–29 | 25–23 | 24–26 | 21–25 |       | 97–103 | Relatório |

### Final
| Data   | Hora  |                          | Placar |                          | Set 1 | Set 2 | Set 3 | Set 4 | Set 5 | Total   | Relatório |
| ------ | ----- | ------------------------ | ------ | ------------------------ | ----- | ----- | ----- | ----- | ----- | ------- | --------- |
| 16 abr | 18:30 | Berlin Recycling Volleys | 2–3    | VfB Friedrichshafen      | 25–18 | 27–25 | 24–26 | 21–25 | 14–16 | 111–110 | Relatório |
| 20 abr | 20:00 | VfB Friedrichshafen      | 3–1    | Berlin Recycling Volleys | 21–25 | 25–23 | 25–22 | 26–24 |       | 97–94   | Relatório |
| 23 abr | 18:30 | Berlin Recycling Volleys | 3–0    | VfB Friedrichshafen      | 25–23 | 27–25 | 25–17 |       |       | 77–65   | Relatório |
| 27 abr | 20:00 | VfB Friedrichshafen      | 1–3    | Berlin Recycling Volleys | 26–24 | 24–26 | 24–26 | 20–25 |       | 94–101  | Relatório |
| 30 abr | 18:30 | Berlin Recycling Volleys | 3–1    | VfB Friedrichshafen      | 25–20 | 19–25 | 25–23 | 25–22 |       | 94–90   | Relatório |

## Classificação final
| Posição           | Equipe                   | Classificação                       |
| ----------------- | ------------------------ | ----------------------------------- |
| Medalha de ouro   | Berlin Recycling Volleys | Liga dos Campeões de 2022–23        |
| Medalha de prata  | VfB Friedrichshafen      | Liga dos Campeões de 2022–23        |
| Medalha de bronze | SWD Powervolleys Düren   | Liga dos Campeões de 2022–23        |
| Medalha de bronze | United Volleys Frankfurt | Taça CEV de 2022–23                 |
| 5                 | SVG Lüneburg             | 1. Volleyball Bundesliga de 2022–23 |
| 5                 | Netzhoppers              | 1. Volleyball Bundesliga de 2022–23 |
| 5                 | TSV Herrsching           | 1. Volleyball Bundesliga de 2022–23 |
| 5                 | TSV Giesen               | 1. Volleyball Bundesliga de 2022–23 |
| 5                 | TSV Unterhaching         | 1. Volleyball Bundesliga de 2022–23 |

## Premiação
| 1. Volleyball Bundesliga de 2021–22            |
| Berlim                                         |
| ---------------------------------------------- |
| Berlin Recycling Volleys Campeão (12.º título) |